# Niccolò Mestrino
Niccolò Mestrino   (Milà, 1748 - París, juliol 1789) fou un violinista i compositor italià.
A la seva Itàlia natal, Niccolò Mestrino era amic del doble contrabaix Domenico Dragonetti, amb qui va estudiar intensament i va tocar música durant un temps, en cas contrari no se sabia res de la seva educació. Niccolò Mestrino va treballar des de l'1 de novembre de 1780 durant cinc anys sota Joseph Haydn, a la capella del Príncep Esterhazy a Eisenstadt. Allà va tenir 480 marcs d'ingressos anuals, juntament amb els avantatges habituals, als músics millor pagats. Va treballar durant diversos mesos a la capella del comte Ladislaus Erdödy a Bratislava.
L'agost de 1786 va aplicar en va la posició de Kapellmeister de l'Orquestra de la Cort de Brussel, succeint al difunt Henri-Jacques de Croes. A l'època de Nadal del mateix any, va debutar al "Concert Spirituel" de París, on Antonio Lolli era un dels seus competidors. El Mercure de France va anunciar el 6 de gener de 1787 Les connaisseurs trouvent sa manière neuve, pleine d'expressió i sensibilitat... (Els coneixedors valoren la seva nova espècie plena d'expressió i sensibilitat...). Giovanni Battista Viotti, Director de l'òpera italiana recentment oberta al "Théâtre Monsieur", Mestrino va traslladar la direcció de l'orquestra el 1789, que només podia dur a terme durant uns mesos. Com a director d'orquestra, el seguia el seu compatriota Giuseppe Puppo (1749-1827).

## Obres (selecció)
- 18 Capricis per a violí (1814) (dels quals 11 van perdre)
- 3 duets per a 2 violins
- 6 Fantaisies per a violí i piano
- 2 concerts per a violí i orquestraArpegi Capriccio per a 2 violins
- 12 grans solos o estudis per a violí
- Sonates per a violí i b.c. op. 5.[2]